# Galium debile
Galium debile Desv. es una planta herbácea anual de la familia de las rubiáceas. 

## Descripción
Especie muy relacionada con  Galium palustre L., a la que algunos autores consideran subordinada. Sin embargo, caracteres como sus tallos delgados, de no más de 1 mm de diámetro, hojas de menor tamaño, lineares o lanceolado-lineares, más o menos agudas, pedicelos fructiferos más o menos erectos y frutos claramente tuberculados, separan a ambas especies.

## Distribución y hábitat
Es una especie plurirregional, que se distribuye por el S y W de Europa, estando en la península ibérica fundamentalmente por su mitad N, siendo más frecuente en el cuadrante NW. En Aragón sólo se conoce de una localidad en la Depresión del Ebro: en La Alberca de Loreto de Huesca. Crece en zonas inundadas temporalmente.

## Taxonomía
Galium debile fue descrita por Nicaise Augustin Desvaux y publicado en Observations sur les Plantes des Environs d'Angers 134, en el año 1818.
Etimología
Galium: nombre genérico que deriva de la palabra griega gala que significa  "leche",  en alusión al hecho de que algunas especies fueron utilizadas para cuajar la leche.
debile: epíteto latíno que significa "débil".
Sinonimia
- Galium palustre subsp. debile (Desv.) Berher in L.Louis 1887
- Galium constrictum var. debile (Desv.) Nyman 1889
- Galium palustre var. debile (Desv.) Nyman 1889
- Galium constrictum Chaub. in St.-Amans 1821
- Galium congestum Jord. 1846
- Galium creticum Boiss. & Heldr. in Boiss. 1849
- Galium debile var. congestum (Jord.) Gren. & Godr. 1850
- Galium debile var. humile Lange in Willk. & Lange 1868
- Galium palustre Pourr. ex Willk. & Lange 1868, sensu auct.
- Galium fruticosum Sieber ex Boiss. 1875
- Galium junceum Heldr. ex Boiss. 1875, nom. illeg.
- Galium constrictum var. congestum (Jord.) Nyman 1879
- Galium constrictum var. creticum (Boiss. & Heldr.) Nyman 1879
- Galium palustre var. congestum (Jord.) Rouy in Rouy & Foucaud 1903
- Galium palustre var. constrictum (Chaub.) Rouy in Rouy & Foucaud 1903
- Galium palustre var. humile (Lange) Rouy in Rouy & Foucaud 1903
- Galium krymense Pobed. in Kom. 1958
- Galium palustre subsp. constrictum (Chaub.) Corb.[6][7][8]